# American Academy of Matrimonial Lawyers
La American Academy of Matrimonial Lawyers (AAML) è un'associazione statunitense di avvocati matrimonialisti, fondata nel 1923, che conta su più di 1600 associati nei 50 stati degli Stati Uniti d'America.
La AAML, oltre ad occuparsi degli avvocati associati, che si occupano prevalentemente di cause matrimoniali, effettua anche ricerche sociologiche e psicologiche sulle rotture matrimoniali, con speciale riguardo alle ripercussioni per i figli dei separati e dei divorziati.
Attualmente il presidente è Kenneth Altshuler.